# Onthophagus glabratus
Onthophagus glabratus är en skalbaggsart som beskrevs av Hope 1842. Onthophagus glabratus ingår i släktet Onthophagus och familjen bladhorningar. Inga underarter finns listade i Catalogue of Life.